# Fußball-Europameisterschaft 2000/Gruppe C
| Pl.                                                               | Land        | Sp. | S | U | N | Tore    | Diff. | Punkte |
| ----------------------------------------------------------------- | ----------- | --- | - | - | - | ------- | ----- | ------ |
| 1.                                                                | Spanien     | 3   | 2 | 0 | 1 | 006:500 | +1    | 06     |
| 2.                                                                | Jugoslawien | 3   | 1 | 1 | 1 | 007:700 | ±0    | 04     |
| 3.                                                                | Norwegen    | 3   | 1 | 1 | 1 | 001:100 | ±0    | 04     |
| 4.                                                                | Slowenien   | 3   | 0 | 2 | 1 | 004:500 | −1    | 02     |
| Für die Platzierung 2 und 3 ist der direkte Vergleich maßgeblich. |             |     |   |   |   |         |       |        |

## Spanien – Norwegen 0:1 (0:0)
| Spanien                                           | Spanien | Norwegen | Norwegen |
| ------------------------------------------------- | --- | --- | -------- |
| Spanien                                           | \| 1. Spieltag \| \| 13. Juni 2000 um 18:00 Uhr in Rotterdam (De Kuip) \| \| Zuschauer: 41.500 \| \| Schiedsrichter: Gamal al-Ghandour ( Ägypten) \| \| Spielbericht \|                                                                               | \| 1. Spieltag \| \| 13. Juni 2000 um 18:00 Uhr in Rotterdam (De Kuip) \| \| Zuschauer: 41.500 \| \| Schiedsrichter: Gamal al-Ghandour ( Ägypten) \| \| Spielbericht \|                                                                                                | Norwegen |
| Spanien                                           | José Molina – Míchel Salgado, Fernando Hierro , Paco, Agustín Aranzábal – Joseba Etxeberria (72. Alfonso), Pep Guardiola, Juan Carlos Valerón (80. Iván Helguera), Fran (72. Gaizka Mendieta) – Ismael Urzaiz, Raúl Cheftrainer: José Antonio Camacho | Thomas Myhre – Vegard Heggem, Henning Berg (59. Dan Eggen), Bjørn Otto Bragstad, André Bergdølmo – Eirik Bakke, Bent Skammelsrud, Erik Mykland – Steffen Iversen (89. Vidar Riseth), Tore André Flo (71. John Carew), Ole Gunnar Solskjær Cheftrainer: Nils Johan Semb | Norwegen |
| Spanien                                           | 0:1 Iversen (65.) | | Norwegen |
| Spanien                                           | Salgado, Etxeberria | Bergdølmo | Norwegen |
| 1. Spieltag                                       | | |          |
| 13. Juni 2000 um 18:00 Uhr in Rotterdam (De Kuip) | | |          |
| Zuschauer: 41.500                                 | | |          |
| Schiedsrichter: Gamal al-Ghandour ( Ägypten)      | | |          |
| Spielbericht                                      | | |          |

## Jugoslawien – Slowenien 3:3 (0:1)
| Jugoslawien                                                          | Jugoslawien | Slowenien | Slowenien |
| -------------------------------------------------------------------- | --- | --- | --------- |
| Jugoslawien                                                          | \| 1. Spieltag \| \| 13. Juni 2000 um 20:45 Uhr in Charleroi (Stade du Pays de Charleroi) \| \| Zuschauer: 16.478 \| \| Schiedsrichter: Vítor Melo Pereira ( Portugal) \| \| Spielbericht \|                                                                                       | \| 1. Spieltag \| \| 13. Juni 2000 um 20:45 Uhr in Charleroi (Stade du Pays de Charleroi) \| \| Zuschauer: 16.478 \| \| Schiedsrichter: Vítor Melo Pereira ( Portugal) \| \| Spielbericht \|                                                                  | Slowenien |
| Jugoslawien                                                          | Ivica Kralj – Ivan Dudić, Miroslav Đukić, Siniša Mihajlović, Albert Nađ – Dejan Stanković (36. Dragan Stojković), Slaviša Jokanović, Vladimir Jugović, Ljubinko Drulović – Predrag Mijatović (82. Mateja Kežman), Darko Kovačević (52. Savo Milošević) Cheftrainer: Vujadin Boškov | Mladen Dabanovič – Željko Milinovič, Marinko Galič, Darko Milanič – Džoni Novak, Aleš Čeh, Miran Pavlin (74. Zoran Pavlovič), Amir Karić (78. Milan Osterc) – Zlatko Zahovič – Mladen Rudonja, Sašo Udovič (64. Milenko Ačimovič) Cheftrainer: Srečko Katanec | Slowenien |
| Jugoslawien                                                          | 1:3 Milošević (67.) 2:3 Drulović (70.) 3:3 Milošević (73.) | 0:1 Zahovič (23.) 0:2 Pavlin (52.) 0:3 Zahovič (57.) | Slowenien |
| Jugoslawien                                                          | Mihajlović | Milanič | Slowenien |
| Jugoslawien                                                          | Mihajlović (60.) | | Slowenien |
| 1. Spieltag                                                          | | |           |
| 13. Juni 2000 um 20:45 Uhr in Charleroi (Stade du Pays de Charleroi) | | |           |
| Zuschauer: 16.478                                                    | | |           |
| Schiedsrichter: Vítor Melo Pereira ( Portugal)                       | | |           |
| Spielbericht                                                         | | |           |

## Slowenien – Spanien 1:2 (0:1)
| Slowenien                                                 | Slowenien | Spanien | Spanien |
| --------------------------------------------------------- | --- | --- | ------- |
| Slowenien                                                 | \| 2. Spieltag \| \| 18. Juni 2000 um 18:00 Uhr in Amsterdam (Amsterdam Arena) \| \| Zuschauer: 42.500 \| \| Schiedsrichter: Markus Merk ( Deutschland) \| \| Spielbericht \|                                                                                   | \| 2. Spieltag \| \| 18. Juni 2000 um 18:00 Uhr in Amsterdam (Amsterdam Arena) \| \| Zuschauer: 42.500 \| \| Schiedsrichter: Markus Merk ( Deutschland) \| \| Spielbericht \|                                                                                               | Spanien |
| Slowenien                                                 | Mladen Dabanovič – Željko Milinovič, Marinko Galič, Darko Milanič (68. Aleksander Knavs) – Džoni Novak, Aleš Čeh, Miran Pavlin (82. Milenko Ačimovič), Amir Karić – Zlatko Zahovič – Mladen Rudonja, Sašo Udovič (46. Milan Osterc) Cheftrainer: Srečko Katanec | Santiago Cañizares – Míchel Salgado, Fernando Hierro , Abelardo, Agustín Aranzábal – Joseba Etxeberria, Pep Guardiola (81. Iván Helguera), Juan Carlos Valerón (89. Vicente Engonga), Gaizka Mendieta – Alfonso (71. Ismael Urzaiz), Raúl Cheftrainer: José Antonio Camacho | Spanien |
| Slowenien                                                 | 1:1 Zahovič (59.) | 0:1 Raúl (4.) 1:2 Etxeberria (60.) | Spanien |
| Slowenien                                                 | Novak, Pavlin, Karić, Milanič (2./gesperrt) | Aranzábal, Helguera | Spanien |
| Slowenien                                                 | Das 1:1 war das 300. EM-Tor | | Spanien |
| 2. Spieltag                                               | | |         |
| 18. Juni 2000 um 18:00 Uhr in Amsterdam (Amsterdam Arena) | | |         |
| Zuschauer: 42.500                                         | | |         |
| Schiedsrichter: Markus Merk ( Deutschland)                | | |         |
| Spielbericht                                              | | |         |

## Norwegen – Jugoslawien 0:1 (0:1)
| Norwegen                                                         | Norwegen | Jugoslawien | Jugoslawien |
| ---------------------------------------------------------------- | --- | --- | ----------- |
| Norwegen                                                         | \| 2. Spieltag \| \| 18. Juni 2000 um 20:45 Uhr in Lüttich (Maurice-Dufrasne-Stadion) \| \| Zuschauer: 27.250 \| \| Schiedsrichter: Hugh Dallas ( Schottland) \| \| Spielbericht \|                                                                                           | \| 2. Spieltag \| \| 18. Juni 2000 um 20:45 Uhr in Lüttich (Maurice-Dufrasne-Stadion) \| \| Zuschauer: 27.250 \| \| Schiedsrichter: Hugh Dallas ( Schottland) \| \| Spielbericht \| | Jugoslawien |
| Norwegen                                                         | Thomas Myhre – Vegard Heggem (35. Stig Inge Bjørnebye), Dan Eggen, Bjørn Otto Bragstad, André Bergdølmo – Eirik Bakke (76. Roar Strand), Bent Skammelsrud , Erik Mykland – Steffen Iversen (71. John Carew), Tore André Flo, Ole Gunnar Solskjær Cheftrainer: Nils Johan Semb | Ivica Kralj – Slobodan Komljenović, Miroslav Đukić, Niša Saveljić, Goran Đorović – Dragan Stojković (84. Albert Nađ), Slaviša Jokanović (89. Dejan Govedarica), Vladimir Jugović, Ljubinko Drulović – Predrag Mijatović (87. Mateja Kežman), Savo Milošević Cheftrainer: Vujadin Boškov | Jugoslawien |
| Norwegen                                                         | 0:1 Milošević (8.) | | Jugoslawien |
| Norwegen                                                         | Bakke, Mykland | Drulović, Jugović, Jokanović, Govedarica | Jugoslawien |
| Norwegen                                                         | Kežman (88., Foulspiel) | | Jugoslawien |
| 2. Spieltag                                                      | | |             |
| 18. Juni 2000 um 20:45 Uhr in Lüttich (Maurice-Dufrasne-Stadion) | | |             |
| Zuschauer: 27.250                                                | | |             |
| Schiedsrichter: Hugh Dallas ( Schottland)                        | | |             |
| Spielbericht                                                     | | |             |

## Jugoslawien – Spanien 3:4 (1:1)
| Jugoslawien                                                | Jugoslawien | Spanien | Spanien |
| ---------------------------------------------------------- | --- | --- | ------- |
| Jugoslawien                                                | \| 3. Spieltag \| \| 21. Juni 2000 um 18:00 Uhr in Brügge (Jan-Breydel-Stadion) \| \| Zuschauer: 24.000 \| \| Schiedsrichter: Gilles Veissière ( Frankreich) \| \| Spielbericht \| | \| 3. Spieltag \| \| 21. Juni 2000 um 18:00 Uhr in Brügge (Jan-Breydel-Stadion) \| \| Zuschauer: 24.000 \| \| Schiedsrichter: Gilles Veissière ( Frankreich) \| \| Spielbericht \|                                                  | Spanien |
| Jugoslawien                                                | Ivica Kralj – Slobodan Komljenović, Miroslav Đukić, Siniša Mihajlović, Goran Đorović (12. Jovan Stanković) – Dragan Stojković (68. Niša Saveljić), Slaviša Jokanović, Vladimir Jugović (46. Dejan Govedarica), Ljubinko Drulović – Predrag Mijatović, Savo Milošević Cheftrainer: Vujadin Boškov | Santiago Cañizares – Míchel Salgado (46. Pedro Munitis), Abelardo , Paco (64. Ismael Urzaiz), Sergi – Gaizka Mendieta, Pep Guardiola, Iván Helguera, Fran (22. Joseba Etxeberria) – Alfonso, Raúl Cheftrainer: José Antonio Camacho | Spanien |
| Jugoslawien                                                | 1:0 Milošević (30.) 2:1 Govedarica (50.) 3:2 Komljenović (75.) | 1:1 Alfonso (38.) 2:2 Munitis (51.) 3:3 Mendieta (90.+4', FE) 3:4 Alfonso (90.+6') | Spanien |
| Jugoslawien                                                | Komljenović, Stojković, Saveljić, J. Stanković, Jokanović | Sergi | Spanien |
| Jugoslawien                                                | Jokanović (63.) | | Spanien |
| 3. Spieltag                                                | | |         |
| 21. Juni 2000 um 18:00 Uhr in Brügge (Jan-Breydel-Stadion) | | |         |
| Zuschauer: 24.000                                          | | |         |
| Schiedsrichter: Gilles Veissière ( Frankreich)             | | |         |
| Spielbericht                                               | | |         |

## Slowenien – Norwegen 0:0
| Slowenien                                         | Slowenien | Norwegen | Norwegen |
| ------------------------------------------------- | --- | --- | -------- |
| Slowenien                                         | \| 3. Spieltag \| \| 21. Juni 2000 um 18:00 Uhr in Arnheim (GelreDome) \| \| Zuschauer: 22.500 \| \| Schiedsrichter: Graham Poll ( England) \| \| Spielbericht \|                                                                             | \| 3. Spieltag \| \| 21. Juni 2000 um 18:00 Uhr in Arnheim (GelreDome) \| \| Zuschauer: 22.500 \| \| Schiedsrichter: Graham Poll ( England) \| \| Spielbericht \|                                                                                      | Norwegen |
| Slowenien                                         | Mladen Dabanovič – Željko Milinovič, Marinko Galič (83. Milenko Ačimovič), Aleksander Knavs – Džoni Novak, Aleš Čeh , Miran Pavlin, Amir Karić – Zlatko Zahovič – Mladen Rudonja, Ermin Šiljak (86. Milan Osterc) Cheftrainer: Srečko Katanec | Thomas Myhre – André Bergdølmo, Dan Eggen, Bjørn Otto Bragstad, Stig Inge Bjørnebye – Steffen Iversen, Ståle Solbakken , Erik Mykland, Ole Gunnar Solskjær – John Carew (61. Eirik Bakke/82. Roar Strand), Tore André Flo Cheftrainer: Nils Johan Semb | Norwegen |
| Slowenien                                         | Pavlin (2./gesperrt) | Solskjær, Mykland (2./gesperrt) | Norwegen |
| 3. Spieltag                                       | | |          |
| 21. Juni 2000 um 18:00 Uhr in Arnheim (GelreDome) | | |          |
| Zuschauer: 22.500                                 | | |          |
| Schiedsrichter: Graham Poll ( England)            | | |          |
| Spielbericht                                      | | |          |